# Sieben Heerführer

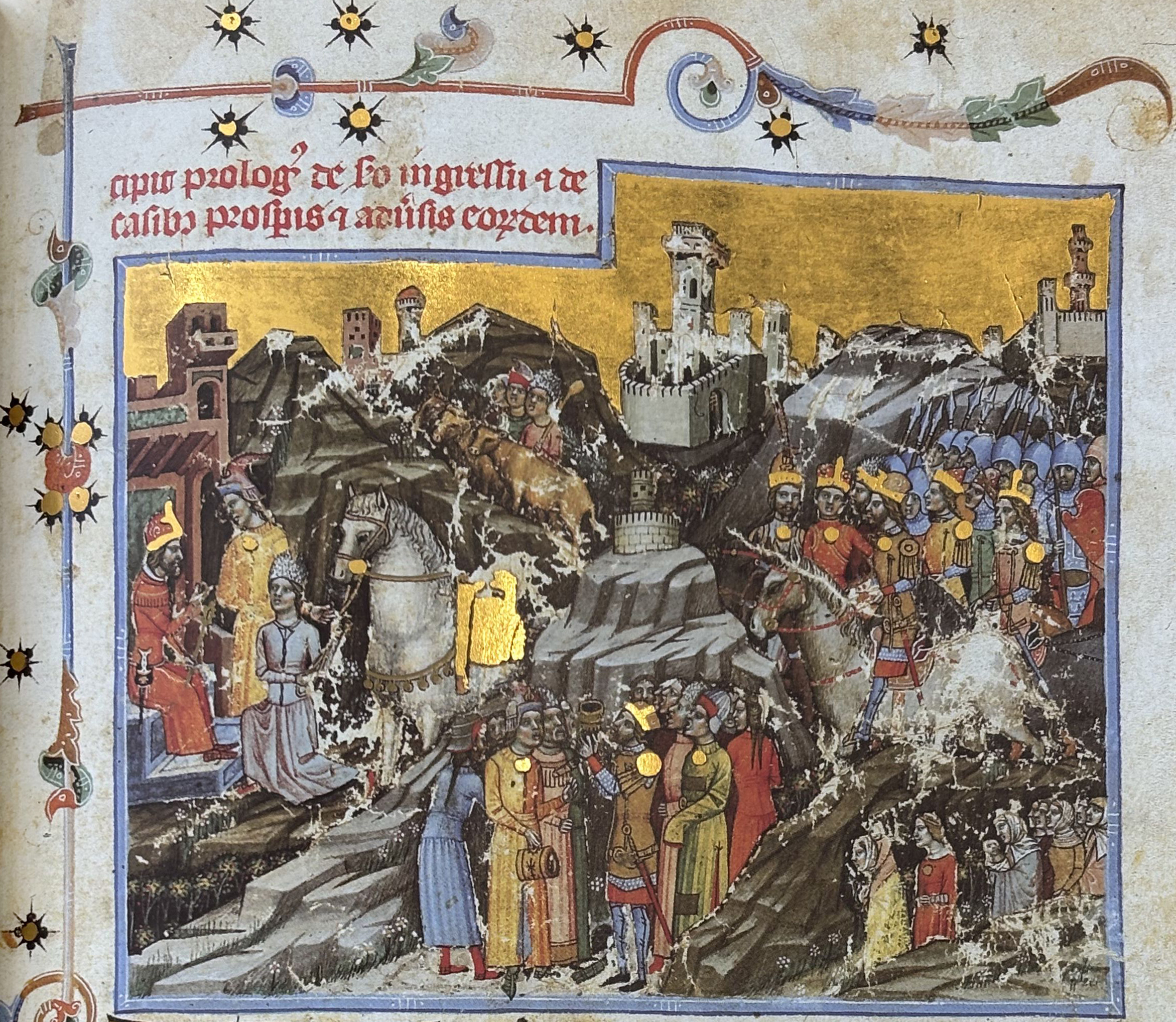
Der Einzug der Ungarn in Pannonien (Ungarische Bilderchronik, Blatt 11a)

Mit dem Einzug der „alten“ Magyaren aus den asiatischen Steppen des Etelköz und der Magna Hungaria in die Pannonische Tiefebene beginnt die europäische Geschichte der Ungarn. Gemäß alten Chroniken, wurden die Magyaren im Jahre 896 n. Ch. von sieben Heerführern in das Karpatenbecken geführt, wo sie sesshaft wurden und später den ungarischen Staat gründeten und aufbauten. In der ungarischen Historiographie wird dieses Ereignis als „Landnahme“ bezeichnet.

## Die Ankunft der Magyaren in Pannonien und die sieben Heerführer

### Die sieben Stämme
Über die Namen der Stämme der Magyaren unterrichtet uns erstmals der gelehrte byzantinische Kaiser Konstantin VII. Porphyrogennetos in seinem Werk De Administrando Imperio. In diesem Werk werden nach der Erwähnung der Kabaren die sieben Stämme mit folgenden Namen angegeben:
- Kabaren (Κάβαροι)
- Nyék (Νέκη)
- Megyer (Μεγέρη)
- Kürtgyarmat (Κουςτουγερμάτου)
- Tarján (Ταριάνου)
- Jenő (Γενάχ)
- Kér (Καρή)
- Keszi (Κασή)

In der Ungarischen Bilderchronik (Chronica de Gestis Hungarorum) des Markus von Kált aus dem Jahre 1358 ist der Einzug der sieben Stämme in Pannonien wie folgt beschrieben:
"Im Jahre 677 nach der Fleischwerdung des Herrn und im Jahr 104 nach dem Tode Attilas, des Königs der Ungarn, zur Zeit des Kaisers Konstantin III. und des Papstes Zacharias zogen die Ungarn – wie es in der Chronik der Römer geschrieben steht – wieder von Skythien fort. Das geschah folgendermaßen:
Eleud, dem Sohn des Ugeg, wurde in Skythien von Eunodbilia ein Sohn geboren, der den Namen Almus bekam, weil seine Mutter, als sie schwanger war, davon träumte, dass ein Vogel mit der Gestalt eines Habichts zu ihr kam und dass ihrem Mutterleibe ein reißender Bach entströmte, der in fremden Landen anschwoll. Daraus ersah man, dass aus ihrem Leibe glorreiche Könige hervorgehen sollten. Da nun das Wort „Traum“ in unserer Sprache „alm“ (álom) heißt und seine Geburt in Traum angekündigt worden war, bekam er den Namen „Almus“ („Álmos“), Sohn des Eleud" (…)

### Ankunft der Magyaren in Pannonien
Über den Einzug der Magyaren in Pannonien schreibt die Ungarische Bilderchronik:

Die sieben Heerführer der Magyaren (Panoramabild von Árpád Feszty)

"Im Jahre 600 oder 677 nach der Fleischwerdung des Herrn und im Jahre 100 nach Attilas Tod zogen also die gemeinhin Magyaren genannten Hunnen (lateinisch Ungari) zur Zeit Konstantins III. und des Papstes Zacharias wieder nach Pannonien zurück. Sie durchquerten das Land der Petschenegen, der Weißen Kumanen und Susdalier und berührten auch die Stadt Kyo (Kiew). (…) Denn Gott wollte, dass sie möglichst schnell nach Ungarn hinabzogen. Dann wanderten sie drei Monate lang über die Berge und kamen endlich an die Grenzen des Landes Ungarn, nach Erdelw (Transsylvanien) – gegen den Willen der dort wohnenden schon erwähnten Völker. Hier erbauten sie sieben Burgen, um darin ihre Frauen und ihr Hab und Gut zu verwahren, und blieben eine Zeitlang da. Darum nennen die Deutschen diese Gegend seit jener Zeit „Simburg“, das heißt: sieben Burgen."

### Wahl der sieben Heerführer
„Als sie nun in diesen Burgen wohnten, beschlossen sie einstimmig – aus Angst vor einem Einfall der benachbarten Fürsten –, sieben Heerführer zu wählen und sich auf sieben Heere zu verteilen, so daß ein jedes Heer einen Führer hatte, außer den nach alten Brauch ernannten Hundertschafts- und Zehnerschaftsführern. Denn es gab in jedem Heer 3000 bewaffnete Krieger außer den Hundertschaftsführern.“

#### Liste der Heerführer in der Ungarischen Bilderchronik und bei Simon Kézai

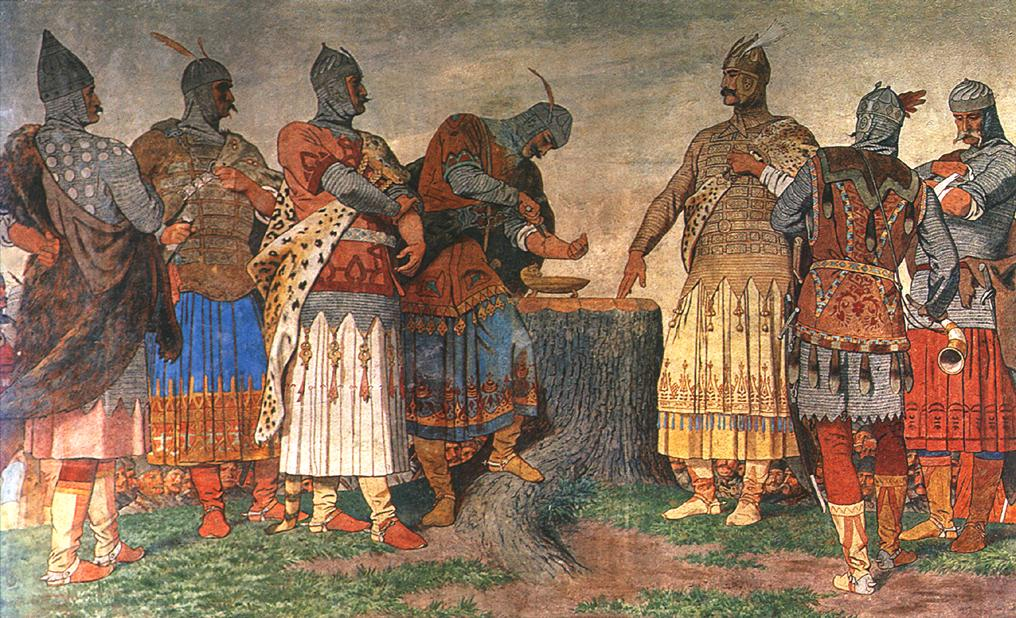
Die sieben Heerführer der Magyaren schließen einen Blutpakt. Dadurch vereinen sie die sieben Stämme der Magyaren. Gemälde von Bertalan Székely

Gemäß der Ungarischen Bilderchronik hatten die Führer folgende Namen:
Árpád, der Sohn des Álmos
Szabolcs (auch Zoboleh)
Gyula, blieb in Siebenbürgen
Künd (auch Cund)
Lél (auch Leel)
Vérbulcsú (auch Werbulchu), siedelte sich im Komitat Zala nahe dem Plattensee an.
Örs
Die Namen sind mit der etwas älteren (~1282) Chronik Gesta Hunnorum et Hungarorum des Chronisten Simon Kézai identisch, lediglich die Reihenfolge der Namen ist abweichend.

#### Liste der Heerführer bei Anonymus

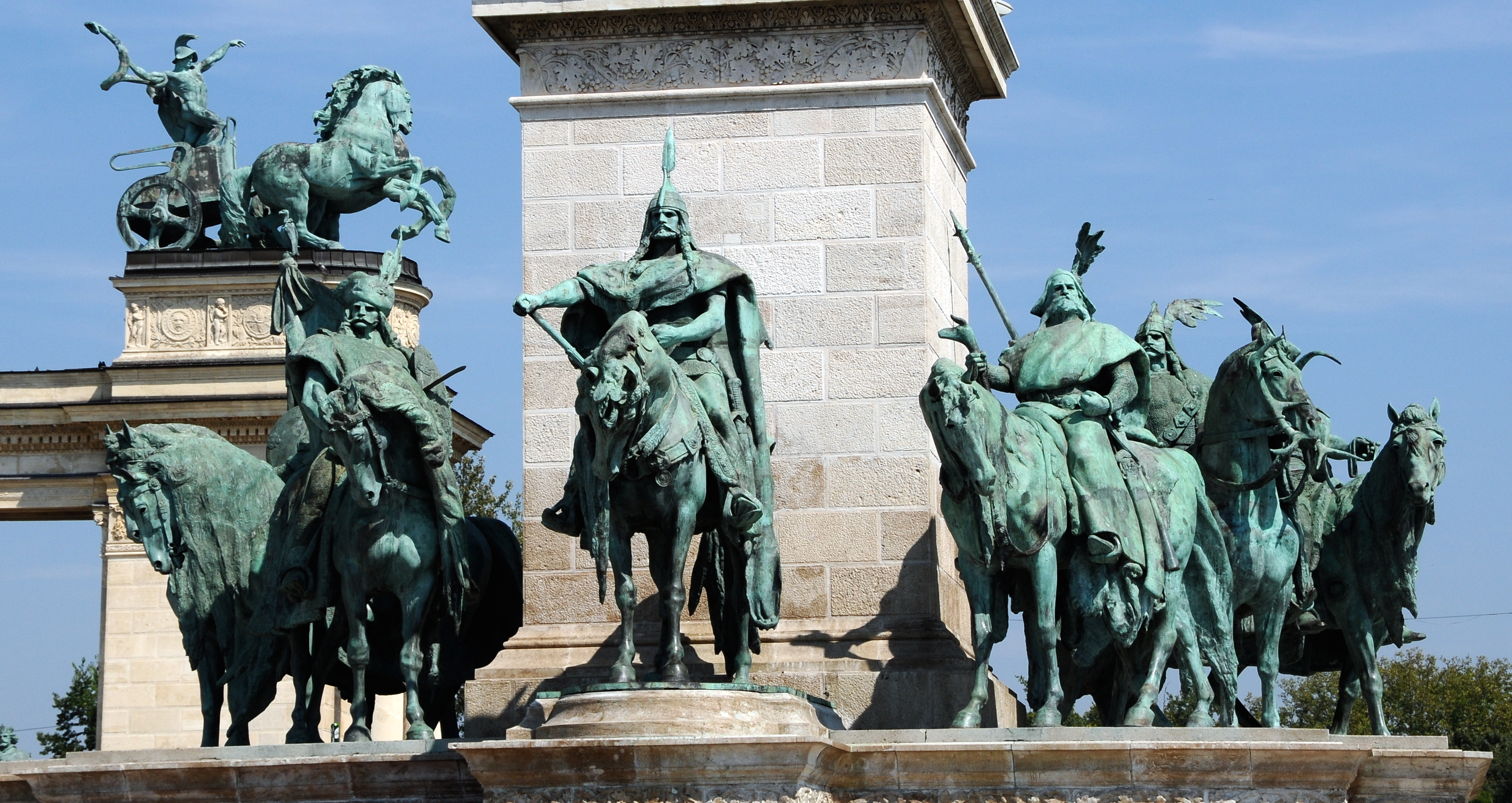
Die Sieben Heerführer (Millenniumsdenkmal am Heldenplatz von Budapest)

Ein anonymes Geschichtswerk namens Gesta Hungarorum aus der Zeit um 1200 enthält ebenfalls eine Liste der Heerführer. Heute ist nicht feststellbar, welche Liste die Ältere ist. Die Namensliste des Anonymus weicht jedoch von der Liste des Simon Kézai bzw. der Ungarischen Bilderchronik ab. Gemäß dieser Chronik hatten die Führer folgende Namen:
Álmos, der Vater von Árpad
Előd, der Vater von Szabolcs
Kend (auch Kond, Kund)
Ond
Tas, der Vater von Lél (auch Lehel)
Huba
Töhötöm (auch Tétény)
Auch wenn die Namen der einzelnen Heerführer in den Quellen nicht gänzlich übereinstimmen, so bleibt erkennbar, dass Àlmos und Árpád eine bedeutende Rolle zukommt. Nicht zuletzt beherrschte die Dynastie der Arpaden bis zum Jahr 1301 das Königreich. Die Namen der einzelnen Heerführer tauchen häufig in den Chroniken des 10. Jahrhunderts auf.